# Paul Morin (poète)
Pour les articles homonymes, voir Paul Morin et Morin.
Paul Morin est un écrivain et poète québécois (6 avril 1889 - 17 juillet 1963). Il a fait paraître, en 1911, un recueil de poèmes intitulé Paon d'émail chez l'éditeur français Lemerre. Ce recueil alimenta la querelle des exotiques et des régionalistes au Québec.  Participe à la parution du Nigog en 1918.

## Honneurs
- Médaille de l'Académie des lettres du Québec (1961)

## Publications
- Œuvres poétiques. Le Paon d'émail et Poèmes de cendre et d'or, texte établi et présenté par Jean-Paul Plante, collection du Nénuphar, éditions Fidès, Montréal et Paris, 1961.
- Géronte et son miroir, Cercle du Livre de France, Montréal, 1960.